# Trust Nobody (DJ Snake)
Trust Nobody è un singolo del produttore discografico francese DJ Snake.

## Descrizione
Il brano è stato pubblicato il 24 giugno 2020, ed è stato rilasciato dall'etichetta discografica indipendente del DJ.

## Videoclip
Il videoclip del brano è stato pubblicato in concomitanza con l'uscita del singolo.

## Tracce
1. Trust Nobody – 3:30